# Bhairab Upazila
Bhairab Upazila är ett underdistrikt i Bangladesh.   Det ligger i provinsen Dhaka, i den centrala delen av landet, 70 kilometer nordost om huvudstaden Dhaka. Bhairab Upazila ligger vid sjön Bengala Bīl.
Trakten runt Bhairab Upazila består till största delen av jordbruksmark. Runt Bhairab Upazila är det mycket tätbefolkat, med 1 632 invånare per kvadratkilometer.